# Vahselbucht
Die Vahselbucht (zwischenzeitlich Herzog-Ernst-Bucht) ist eine Bucht, die sich zwischen der Westküste des Prinzregent-Luitpold-Lands und der östlichen Begrenzung des Filchner-Ronne-Schelfeises in der Antarktis befindet. Die Vahselbucht hat im Mündungsgebiet zum Weddell-Meer eine Ausdehnung von 7 Meilen (ca. 11,3 km) und eine maximale Tiefe von 10 Meilen (ca. 16,1 km). In die Bucht münden der Schweitzergletscher und der Lerchenfeldgletscher.

## Entdeckungsgeschichte
Die Bucht wurde während der zweiten deutschen Antarktis-Expedition (1911–1913) unter Wilhelm Filchner entdeckt. Filchner benannte sie nach Richard Vahsel (1868–1912), dem Kapitän des Expeditionsschiffs Deutschland. Vahsel starb während der Expedition. Filchner benannte sie später in Herzog-Ernst-Bucht (nach Ernst II. von Sachsen-Altenburg, 1871–1955) um, nachdem große Teile des umliegenden Eises weggebrochen waren und sich hierdurch eine noch viel größere Bucht gebildet hatte. Diese Umbenennung setzte sich jedoch nicht dauerhaft durch.